# جیونگ
جیونگ(چینی:扃) دوازدهمین فرمانروای اسطوره‌ای دودمان شیا بود که بنا به اسطوره، ۲۱ سال فرمان راند. او برادر کوچکتر بو جیانگ بود. در دهمین سال فرمانروایی او، بو جیانگ درگذشت. پس از او جین شیا، به فرمانروایی رسید.